# 이온 결합

나트륨과 플루오린의 결합.

이온 결합(-結合)은 금속과 비금속 이온 또는 암모늄과 같은 다중 원자 이온 사이에 자주 형성되는 정전기 인력을 통한 화학결합의 한 형태이다. 간단하게 반대로 전하된 두 이온 간의 인력에 의해 형성된 화학결합이다.
양이온과 음이온이 정전기적 인력으로 결합하여 생기는 화학결합이다. 대응되는 화학결합으로는 공유결합을 들 수 있으며, 대표적인 예로 소금과 같이 양성이 강한 금속과 음성이 강한 비금속의 결합물이 있다. 양이온 주위를 여러 개의 음이온이 정전기적 인력으로 둘러싸고 있는 결정구조를 이루는 경우가 많다. 이온 결합 물질은 입자들이 사방으로 결합하여 거대한 결정을 이루었기 때문에 분자라고 칭하지 않는다.

## 같이 보기
- 쿨롱의 법칙
- 혼성 궤도
- 극성